# Камень Опасности
Камень Опасности (яп. 二丈岩 Нидзёива) — скала, расположенная в 14 км к юго-востоку от мыса Крильон — крайней южной точки острова Сахалин — в проливе Лаперуза (Охотское море). Принадлежит России. Представляет собой небольшую группу голых, лишённых растительности камней. Длина 150 м, ширина около 50 м. Высота 7,9 метра.
Для европейцев её открыла в августе 1787 года экспедиция Лаперуза, который и назвал скалу Опасная (фр. La Dangereuse).
Скала сильно затрудняла движение судов по проливу Лаперуза, что усугублялось частыми туманами в летнее время в этом регионе. Для избежания столкновения на кораблях выставлялись матросы, обязанностью которых было прислушиваться к рёву сивучей, находящихся на Камне Опасности.
В 1913 году на скале была возведена бетонная башня высотой 18 метров с автономным маяком, рядом с ней установлен туманный колокол. В настоящее время маяк на скале Камень Опасности разрушен.